# Grande Nigeria
Grande Nigeria è una nave da carico mista, portaveicoli, portarimorchi, portacontenitori e carichi speciali della compagnia Inarme della Grimaldi Lines (Gruppo Grimaldi), costruita dalla Fincantieri presso il cantiere navale di Ancona, in Italia. L'unità è entrata in servizio di linea nel 2003.
Il 30 gennaio 2020 è stata fermata dalle autorità di Dakar dopo la scoperta sulla nave di 4 zaini pieni di coca.

## Navi gemelle
- Grande Africa
- Grande Atlantico
- Grande Amburgo
- Grande Argentina
- Grande Brasile
- Grande America
- Grande Buenos Aires
- Grande Francia
- Grande San Paolo